# Cene Prevc
Cene Prevc [preu̯t͡s] (* 12. März 1996 in Kranj) ist ein ehemaliger slowenischer Skispringer.

## Werdegang
Prevc, der für den Verein SK Triglav Kranj startet, gab sein internationales Debüt am 6. Februar 2011 im Rahmen des FIS Cup in seiner Heimatstadt Kranj. Nach einem 15. Platz startet der 14-Jährige kurz darauf im Alpencup, wo er bereits erste gute Ergebnisse erzielen konnte. Seine ersten Podiumsplatzierungen erreichte er jedoch im Januar 2012 wieder im FIS Cup, als er in Predazzo Zweiter hinter Landsmann Rok Justin wurde. Mit diesen Ergebnissen im Rücken wurde er erstmals in den slowenischen Kader für den Continental Cup berufen. Nachdem er bei seinem Debüt von der Paul-Außerleitner-Schanze in Bischofshofen jedoch deutlich die Punkteränge verpasst hatte, wurde er wieder in die drittklassigeren Wettkampfserien zurückgestuft. Dort konnte er wieder überzeugen, sodass er im Februar in Liberec seinen ersten Sieg im FIS Cup feiern konnte. Bei den Nordischen Skispielen der OPA 2012 in Kranj belegte er im Junioren-Wettkampf von der Mittelschanze den achten Rang, ehe er im Teamspringen als Dritter seine erste Medaille auf internationaler Ebene gewinnen konnte. Die Saison schloss er vielversprechend auf dem achten Rang im Alpencup sowie mit dem Gewinn des FIS Cups vor Rok Justin und Michael Dreher ab. Bei den Slowenischen Meisterschaften im Skispringen 2012 in Kranj gewann er im ersten Wettbewerb gemeinsam mit Gašper Vodan, Matic Plaznik und Matej Dobovšek die Bronzemedaille sowie im zweiten Teamspringen gemeinsam mit Robert Kranjec, Peter Prevc und Dejan Judež den Meistertitel.
Prevc startete Anfang Juli beim Continental-Cup-Springen im heimischen Kranj in den Sommer 2012, verpasste aber erneut Punkteränge erneut deutlich. Anders gestalteten sich seine ersten Auftritte im Alpencup 2012/13, wo er am 1. September seinen ersten Alpencup-Sieg erzielen konnte. Daraufhin trat er auf dem Lysgårdsbakken in Lillehammer erneut im Continental Cup an, wo er überraschend Zweiter hinter Wolfgang Loitzl wurde und somit erstmals auf dem Podest der zweithöchsten Skisprung-Wettkampfserie stand. Zu Beginn des Winters präsentierte er sich im Alpencup in Topform und dominierte seine Altersgruppe auf der Toni-Seelos-Olympiaschanze in Seefeld mit zwei Siegen. Mit zwei Top-10-Platzierungen beim Continental Cup in Engelberg empfahl er sich für die Vierschanzentournee 2012/13, war jedoch zunächst kein Teil des slowenischen Teams. Allerdings ersetzte er Tomaž Naglič, sodass sich Prevc in Innsbruck und Bischofshofen erstmals in der Qualifikation zu einem Weltcup-Springen versuchte, jedoch erfolglos blieb. Bei den Nordischen Junioren-Skiweltmeisterschaften 2013 in Liberec gelang es ihm wenige Wochen später, gemeinsam mit Anže Semenič, Ernest Prišlič und Jaka Hvala die Goldmedaille im Teamspringen zu gewinnen. Im Einzelspringen wurde er Elfter. Auch beim Europäischen Olympischen Winter-Jugendfestival 2013 im rumänischen Râșnov gewann er von der Trambulină Valea Cărbunării Gold im Teamspringen, dieses Mal zusammen mit Nejc Seretinek, Florjan Jelovčan und Anže Lanišek. Den Einzelwettbewerb von der Normalschanze gewann er vor seinem Landsmann Lanišek und dem Österreicher Thomas Hofer ebenso den Titel, womit er nach seinem Bruder Peter Prevc (2009 in Szczyrk) bereits der zweite Sieger der Familie in diesem Wettbewerb wurde. Darüber hinaus gewann Prevc Silber im Mixed-Teamspringen gemeinsam mit Anja Javoršek, Julija Sršen und Anže Lanišek. Nach weiteren Punktgewinnen beendete Prevc die Saison auf dem 32. Platz der Continental-Cup-Gesamtwertung sowie als Sieger des Alpencups. Bereits im Februar hatte er bei den slowenischen Meisterschaften im Skispringen 2013 in Kranj nach 2012 erneut Gold mit dem Team gewonnen. Im Einzelspringen belegte er beim Sieg seines Bruders den neunten Rang.
In der Saison 2013/14 startete Prevc weiterhin sowohl im Alpencup als auch im Continental Cup. Während er im Alpencup regelmäßig das Podest erreichte, tat er sich im Continental Cup zunächst schwerer. Erst nach den Nordischen Junioren-Skiweltmeisterschaften 2014 in Predazzo, wo er Neunter im Einzel sowie Sechster mit dem Team wurde, machte Prevc einen Leistungssprung. So belegte er beim Continental-Cup-Wettbewerb am 1. März in Falun den zweiten Platz und konnte dies eine Woche später mit zwei dritten Rängen in Zakopane bestätigen. Daraufhin bekam Prevc einen Startplatz in der nationalen Gruppe beim Saisonfinale des Weltcups in Planica. Dort erreichte der erst Siebzehnjährige Slowene auf Anhieb den 16. Rang, sodass er sogar für das Teamspringen nominiert wurde. Gemeinsam mit Nejc Dežman, Robert Kranjec und Bruder Peter belegte er den fünften Platz. Somit wurde Prevc in der Saison 2013/14 in der Gesamtwertung vier verschiedener Wettkampfserien aufgeführt, sodass er am Ende des Winters Vierter im Alpencup, 22. im Continental Cup, 70. im Weltcup sowie 156. im FIS Cup wurde. Im Sommer 2014 überzeugte Prevc im Continental Cup, wo er bei sechs Teilnahmen fünf Podestplätze erzielen konnte. Darunter war auch sein erster Sieg beim Wettkampf von der Malinka in Wisła. Bei seinem Debüt im Grand Prix 2014 in Almaty ersprang sich der hochtalentierte Athlet direkt seine ersten Punkte. Bei den Nordischen Junioren-Skiweltmeisterschaften 2015 in Almaty wurde er im Einzel Zwölfter sowie mit dem Team Fünfter. Da seine Leistung im Winter im Vergleich zum Sommer deutlich nachgelassen hatten, musste Prevc nach den Juniorenweltmeisterschaften wieder im Alpencup antreten. Dort sprang er sich mit zwei Siegen in Kranj wieder in Form. Im März 2015 startete er daher wieder im Weltcup und konnte dabei sowohl in Lahti als auch in Trondheim die Punkteränge erreichen. Auch in der darauffolgenden Saison war Prevc kein Teil des Weltcup-Teams, sondern konkurrierte hauptsächlich im Continental Cup. Sein bestes Resultat erzielte er dabei mit dem dritten Rang Mitte März 2016 in Tschaikowski, wodurch er wieder in die Nationale Gruppe zum Saisonabschluss des Weltcups in Planica berufen wurde. Dort blieb Prevc aber erfolglos, sodass er den Winter ohne Weltcup-Punkte abschließen musste. Bei den Slowenischen Meisterschaften 2016 in Planica gewann Prevc im Mannschaftswettbewerb zusammen mit seinem Bruder Domen, Žiga Jelar und Nejc Dežman die Goldmedaille.
Eine seiner besten Saisons absolvierte Prevc 2016/17. Nachdem er im Dezember mit zwei Siegen beim Continental-Cup-Wochenende in Vikersund in den Winter gestartet war, wurde Prevc zum festen Bestandteil des slowenischen Weltcup-Teams. Zum ersten Mal hatte er konstant das Vertrauen des slowenischen Cheftrainers, was er mit regelmäßigen Punktgewinnen zurückzahlte. Dies führte in Engelberg dazu, dass sich die drei Prevc-Brüder erstmals gleichzeitig an einer Qualifikation für ein Weltcup-Springen versuchten. Zudem ging er erstmals bei allen Stationen der Vierschanzentournee an den Start, bei der er als Achter in Oberstdorf sein bis dato bestes Weltcup-Ergebnis erreichte. Die Tournee beendete er auf dem 24. Platz. Bei den Nordischen Skiweltmeisterschaften 2017 in Lahti wurde Prevc beim Einzelspringen von der Normalschanze eingesetzt, belegte aber nur den 43. Rang. Im Anschluss an seine erste WM-Teilnahme wurde er wieder in den Continental Cup zurückgestuft. Rang 40 in der Weltcup-Gesamtwertung stellte dennoch seine beste Gesamt-Platzierung dar. Im Gegensatz dazu verlief die folgende Saison deutlich schwächer, sodass er teilweise nur im drittklassigen FIS Cup startete. Bei den slowenischen Meisterschaften im Dezember 2017 gewann er die Bronzemedaille mit dem Team. Bei seiner erst zweiten Teilnahme an einem Continental-Cup-Springen der Saison belegte Prevc den dritten Platz in Tschaikowski, womit er wieder für die nationale Gruppe zum Saisonabschluss in Planica eine Woche später nominiert wurde. Mit dem 39. Rang verpasste er dort den zweiten Durchgang. Auch im Winter 2018/19 startete Prevc zunächst lediglich im FIS Cup, wo er mit zwei Siegen auf sich aufmerksam machen konnte. In den folgenden Monaten startete er daher wieder im Continental Cup, wo allerdings sein bestes Saisonresultat der 17. Platz darstellte.
Im Sommer 2019 fand Prevc zurück zu seiner Form und erreichte konstant gute Ergebnisse in den unterklassigen Wettkampfserien. Auch zu Beginn des Winters zeigte Prevc unter anderem mit dem fünften Rang beim Continental-Cup-Wettbewerb in Vikersund eine starke Leistung, sodass er wieder ins Blickfeld des Weltcup-Teams geriet. Zusammen mit seinen Brüdern Peter und Domen sowie mit Žiga Jelar gewann er im Dezember 2019 erneuten den slowenischen Meistertitel mit dem Team. Im Einzel wurde er Fünfter. Aufgrund schwacher Leistungen einiger A-Kader-Slowenen, kam Prevc erstmals von der Bergiselschanze in Innsbruck im Rahmen der Vierschanzentournee 2019/20 wieder im Weltcup zum Einsatz. Beim Dreikönigs-Springen in Bischofshofen erreichte er mit dem 22. Platz zum ersten Mal seit zweieinhalb Jahren die Punkteränge im Weltcup und präsentierte dabei zu Dritt mit seinen Brüdern Peter und Domen Slowenien im zweiten Durchgang. In den folgenden Wochen etablierte sich Prevc im Weltcup-Team und erreichte konstant die Punkteränge. Beim Teamspringen in Lahti war Prevc zum dritten Mal in seiner Karriere Teil des slowenischen Teams. Gemeinsam mit Timi Zajc, Peter Prevc und Anže Lanišek beendete er das Springen hinter Deutschland und feierte so seine erste Weltcup-Podestplatzierung. Die Saison schloss er auf dem 33. Platz in der Weltcup-Gesamtwertung ab.
Im Sommer 2020 fanden aufgrund der COVID-19-Pandemie kaum internationale Wettkämpfe statt, sodass er lediglich bei den beiden Continental-Cup-Springen in Wisła an den Start ging. Nach einem achten Platz am ersten Wettkampftag, belegte er tags darauf den 16. Rang. Bei den slowenischen Sommer-Meisterschaften in Kranj erreichte er den elften Platz, ehe er gemeinsam mit Katja Markuta sowie seinen Geschwistern Nika Prevc und Peter Prevc die Bronzemedaille im Mixed-Team gewann. In den ersten Wettkampfwochenenden im Winter 2020/21 wurde Prevc nicht ins slowenische Weltcup-Team berufen, sondern musste sich stattdessen ins Training zurückziehen. Somit verpasste er auch die Skiflug-Weltmeisterschaft 2020, bei der er allerdings als Vorspringer mit Weiten von über 200 Meter auf sich aufmerksam machen konnte. Am dritten Dezemberwochenende wurde er schließlich für die Wettbewerbe in Engelberg wieder ins Weltcup-Team berufen, wo er bereits in Trainings- und Qualifikationssprüngen zu den besten Slowenen gehörte. Bei einem von schwierigen Rückenwindverhältnissen geprägtem ersten Wettkampf kam er mit den Bedingungen jedoch nicht zurecht und verpasste die Punkteränge. Am zweiten Wettkampftag gelang ihm hingegen der Sprung auf den zehnten Platz, was seine erste Platzierung unter den besten Zehn seit knapp vier Jahren darstellte. Wenige Tage später wurde Prevc bei den slowenischen Meisterschaften in Planica Sechster im Einzel sowie Meister im Team. Bei der Vierschanzentournee 2020/21 erreichte er an den ersten drei Stationen die Punkteränge, doch verpasste er aufgrund einer Disqualifikation in Bischofshofen eine vordere Gesamtplatzierung. Mitte Januar wurde Prevc positiv auf das Virus SARS-CoV-2 getestet, doch überstand er die Infektion in häuslicher Quarantäne schadlos. Bereits am ersten Februarwochenende kehrte er zum Wettkampfgeschehen zurück, als er an den vier Continental-Cup-Wettbewerben von der Mühlenkopfschanze in Willingen teilnahm und dabei zweimal das Podest erreichte. Auch am darauffolgenden Wochenende sprang er in Klingenthal zweimal auf den zweiten Platz und sicherte so den Slowenen einen zusätzlichen Startplatz für die letzte Weltcup-Periode. Daraufhin war er in Râșnov wieder Teil des slowenischen Weltcup-Kaders, wobei die besten Slowenen sich im Training befanden. Dennoch boten die Wettkämpfe in Rumänien Prevc die Chance, sich den fünften Platz in der slowenischen Delegation für die anstehenden Weltmeisterschaften zu sichern. Im Einzel belegte Prevc als zweitbester Slowene den 17. Platz. Tags darauf erreichte er gemeinsam mit Nika Križnar, Ema Klinec und Žiga Jelar den zweiten Platz im Mixed-Team, was seine zweite Podestplatzierung im Weltcup darstellte. Bei den Nordischen Skiweltmeisterschaften 2021 in Oberstdorf belegte Prevc den 15. Platz von der Normalschanze. Da er im Training von der Großschanze konstant zu den besten Springern gehörte, wurde er auch im zweiten Einzelwettbewerb eingesetzt. Mit zwei Sprüngen auf 129,5 Metern konnte er seine Trainingsleistungen bestätigen und den neunten Platz belegen. Zum Abschluss der Weltmeisterschaften wurde er gemeinsam mit seinen Brüdern Peter und Domen sowie Anže Lanišek Fünfter im Team.
Bei den slowenischen Sommer-Meisterschaften 2021 in Kranj wurde Prevc Vizemeister und gewann somit seine erste nationale Einzelmedaille. Darüber hinaus belegte er auch im Mixed-Team den zweiten Rang. Zum Auftakt in die Weltcup-Saison 2021/22 in Nischni Tagil sprang Prevc als Achter zum dritten Mal in seiner Karriere unter die besten Zehn. Am 30. Januar 2022 errang er in Willingen mit einem dritten Rang seine erste Podestplatzierung in einem Weltcup-Einzelspringen. Zwei Tage zuvor war Prevc bereits Mitglied des siegreichen gemischten Teams. Bei den Olympischen Winterspielen 2022 in Peking gewann er zusammen mit Lovro Kos, Timi Zajc und seinem Bruder Peter hinter Österreich Silber. Im Einzelwettbewerben von der Großschanze wurde er Zwölfter. Beim abschließenden Skiflugwettbewerb der Saison 2021/22 am 27. März 2022 in Planica, der auch der letzte Wettbewerb seiner Karriere sein sollte, stellte er mit 246,0 Metern seine persönliche Bestleistung auf. Er beendete die Saison mit Platz zehn im Gesamtweltcup und Rang 21 im Skiflugweltcup. Beide Platzierungen waren jeweils seine Karrierebestleistungen.
Wie Anfang Oktober 2022 bekannt wurde, hat Prevc im Frühjahr 2022 im Alter von 26 Jahren seine Karriere beendet. „Diese großartige letzte Saison ist der entscheidende Faktor. Ich habe mich selbst verwirklicht. Was mir nun wichtig ist, ist, dass ich mich in anderen Bereichen meines Lebens verbessere,“ so Prevc. Er nahm dennoch an den slowenischen Sommermeisterschaften am 27. September 2022 teil und wurde Vierter. Seinen offiziellen Abschiedssprung gab er, außerhalb der Wertung, im Rahmen des Skiflugwettbewerbs in Planica am 1. April 2023.

## Privates
Cene Prevc hat mit Peter (* 1992) und Domen (* 1999) zwei Brüder, die ebenfalls erfolgreiche Skispringer sind. Seine Schwester Nika (* 2005) springt ebenfalls. Im Oktober 2022 begann Prevc sein Studium in Elektrotechnik und strebt einen höheren Abschluss in Landschaftspflege am Biotechnischen Zentrum in Naklo an.

## Erfolge

### Weltcupsiege im Team
| Nr. | Datum           | Ort       | Typ               |
| --- | --------------- | --------- | ----------------- |
| 1.  | 28. Januar 2022 | Willingen | Großschanze Mixed |

### Continental-Cup-Siege im Einzel
| Nr. | Datum             | Ort       | Typ         |
| --- | ----------------- | --------- | ----------- |
| 1.  | 1. August 2014    | Wisła     | Großschanze |
| 2.  | 16. August 2014   | Kuopio    | Großschanze |
| 3.  | 17. August 2014   | Kuopio    | Großschanze |
| 4.  | 9. Dezember 2016  | Vikersund | Großschanze |
| 5.  | 10. Dezember 2016 | Vikersund | Großschanze |

## Statistik

### Weltcup-Platzierungen
| Saison  | Platz | Punkte |
| ------- | ----- | ------ |
| 2013/14 | 070.  | 019    |
| 2014/15 | 059.  | 027    |
| 2016/17 | 040.  | 067    |
| 2019/20 | 033.  | 112    |
| 2020/21 | 038.  | 083    |
| 2021/22 | 010.  | 657    |

### Grand-Prix-Platzierungen
| Saison | Platz | Punkte |
| ------ | ----- | ------ |
| 2014   | 052.  | 027    |
| 2021   | 017.  | 129    |

### Continental-Cup-Platzierungen
| Saison  | Sommer | Sommer | Winter | Winter | Gesamt | Gesamt |
| Saison  | Platz  | Punkte | Platz  | Punkte | Platz  | Punkte |
| ------- | ------ | ------ | ------ | ------ | ------ | ------ |
| 2012/13 | 14.    | 185    | 47.    | 134    | 32.    | 319    |
| 2013/14 | 60.    | 027    | 16.    | 324    | 22.    | 351    |
| 2014/15 | 02.    | 482    | 87.    | 036    | 13.    | 518    |
| 2015/16 | 21.    | 176    | 34.    | 193    | 31.    | 369    |
| 2016/17 | –      | –      | 14.    | 454    | 24.    | 454    |
| 2017/18 | –      | –      | 57.    | 069    | 79.    | 069    |
| 2018/19 | –      | –      | 66.    | 069    | 86.    | 069    |
| 2019/20 | 09.    | 276    | 18.    | 302    | 12.    | 578    |
| 2020/21 | 11.    | 047    | 05.    | 497    | 05.    | 544    |

### FIS-Cup-Platzierungen
| Saison  | Platz | Punkte |
| ------- | ----- | ------ |
| 2010/11 | 180.  | 016    |
| 2011/12 | 001.  | 401    |
| 2012/13 | 156.  | 022    |
| 2013/14 | 100.  | 058    |
| 2015/16 | 050.  | 110    |
| 2017/18 | 037.  | 129    |
| 2018/19 | 009.  | 286    |
| 2019/20 | 015.  | 257    |